# 张贡献
张贡献（1960年—），山东沂水人，中国人民解放军少将，曾任徐才厚秘书。
1983年毕业于华中师范大学，2006年7月至2008年4月任总政治部办公厅副秘书长、秘书局局长，2008年4月，任成都军区第13集团军政治部代主任、主任。2009年5月，任总政治部办公厅秘书长。2012年12月，任济南军区政治部主任。2014年7月，停职。